# Warsiyalla
Warsiyalla era un territori de l'Àsia Menor occidental, de situació desconeguda. Alguns el situen a Bitínia occidental i altres a Pamfília o altres llocs. L'únic cert que se sap és que en el tractat entre Alaksandu de Wilusa i el rei hitita Muwatal·lis II, es va acordar que Alaksandu donaria assistència al rei Muwatal·lis en les campanyes que fes des d'aquest territori, o des d'una sèrie de territoris que es mencionen: Lícia (Lukka), Karkissa (potser Cària) i Masa (Bitínia Oriental), i aportaria soldats i carros de guerra.